# Handroanthus chrysotrichus
Handroanthus chrysotrichus é uma espécie de árvore do gênero Handroanthus, nativa do Brasil porém não endémica.
Outros nomes populares: ipê-amarelo-cascudo, ipê-do-morro, ipê, aipé, ipê-tabaco, ipê-amarelo-paulista, pau-d'arco-amarelo.

## Desenvolvimento
H. chrysotrichus cresce a uma altura de 5 a 8 m, podendo atingir até 20 m, com uma largura de 8 a 11m. Sua florada varia de um tom amarelo dourado a um vermelho na primavera. Estes são ricos em néctar e, portanto, a árvore é uma planta de mel útil. Embora não seja especialmente popular com os beija-flores, muitos desses - e.g. Besourinho-de-bico-vermelho (Chlorostilbon lucidus) e Beija-flor-de-papo-branco (Leucochloris albicollis) - parecem preferi-las do que as flores de outras espécies de Tabebuia.
A espécie é cultivada fora do Brasil como uma árvore de rua e uma árvore de jardim.
Foi levantada preocupação de que a H. chrysotrichus esteja se tornando uma erva na Austrália tropical e subtropical, embora ainda não tenha sido declarada.

## Ocorrência
Nas florestas ombrófila densa e estacional semidecidual da Mata Atlântica, nos estados brasileiros do centro-oeste (Goiás), sul (Paraná, Santa Catarina e Rio Grande do Sul), sudeste (São Paulo, Rio de Janeiro, Minas Gerais e Espírito Santo) e nordeste (Bahia, Alagoas, Sergipe, Pernambuco, Paraíba, Rio Grande do Norte, Ceará, Maranhão e Piauí).

## Galeria

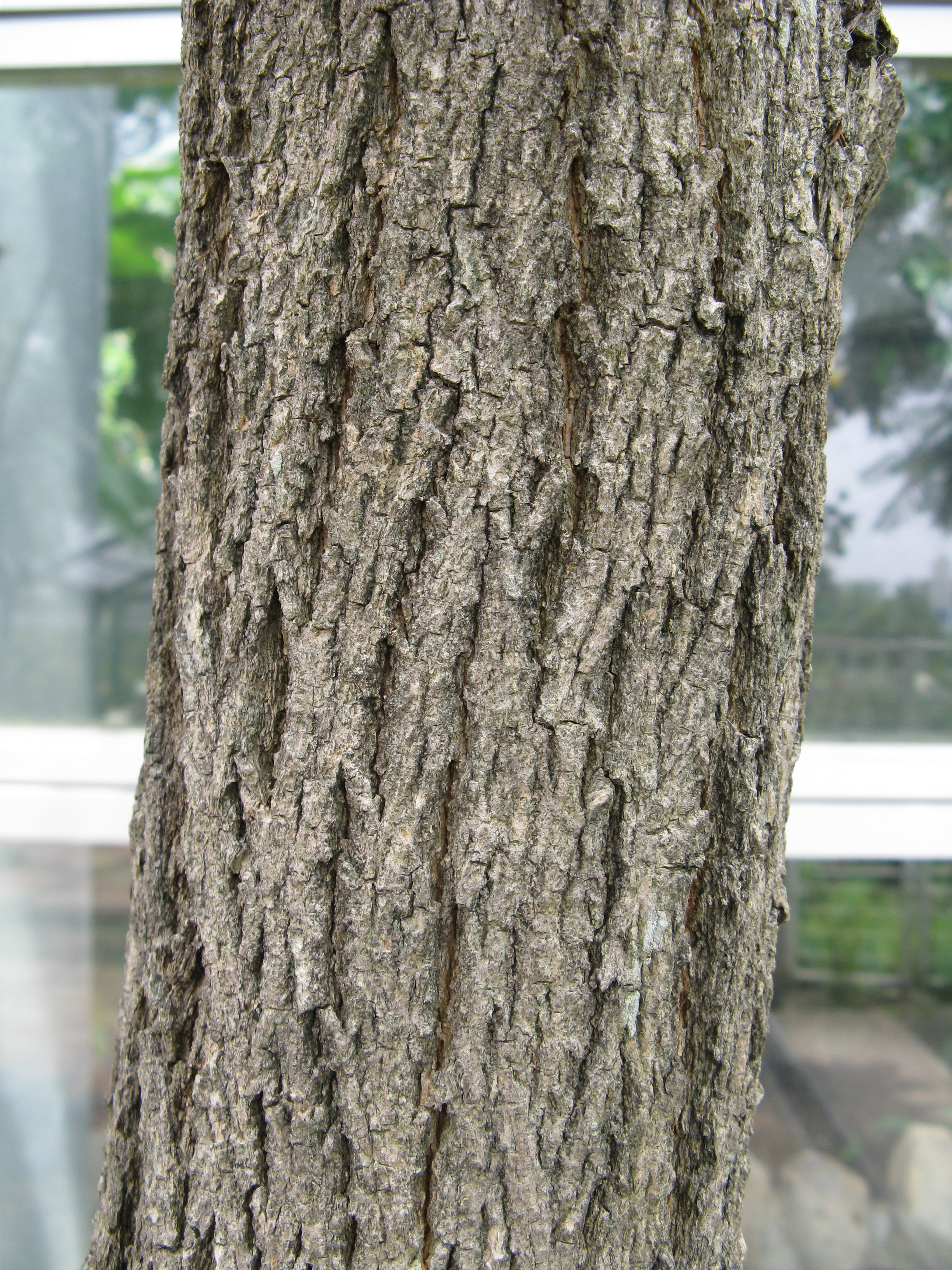
Tronco
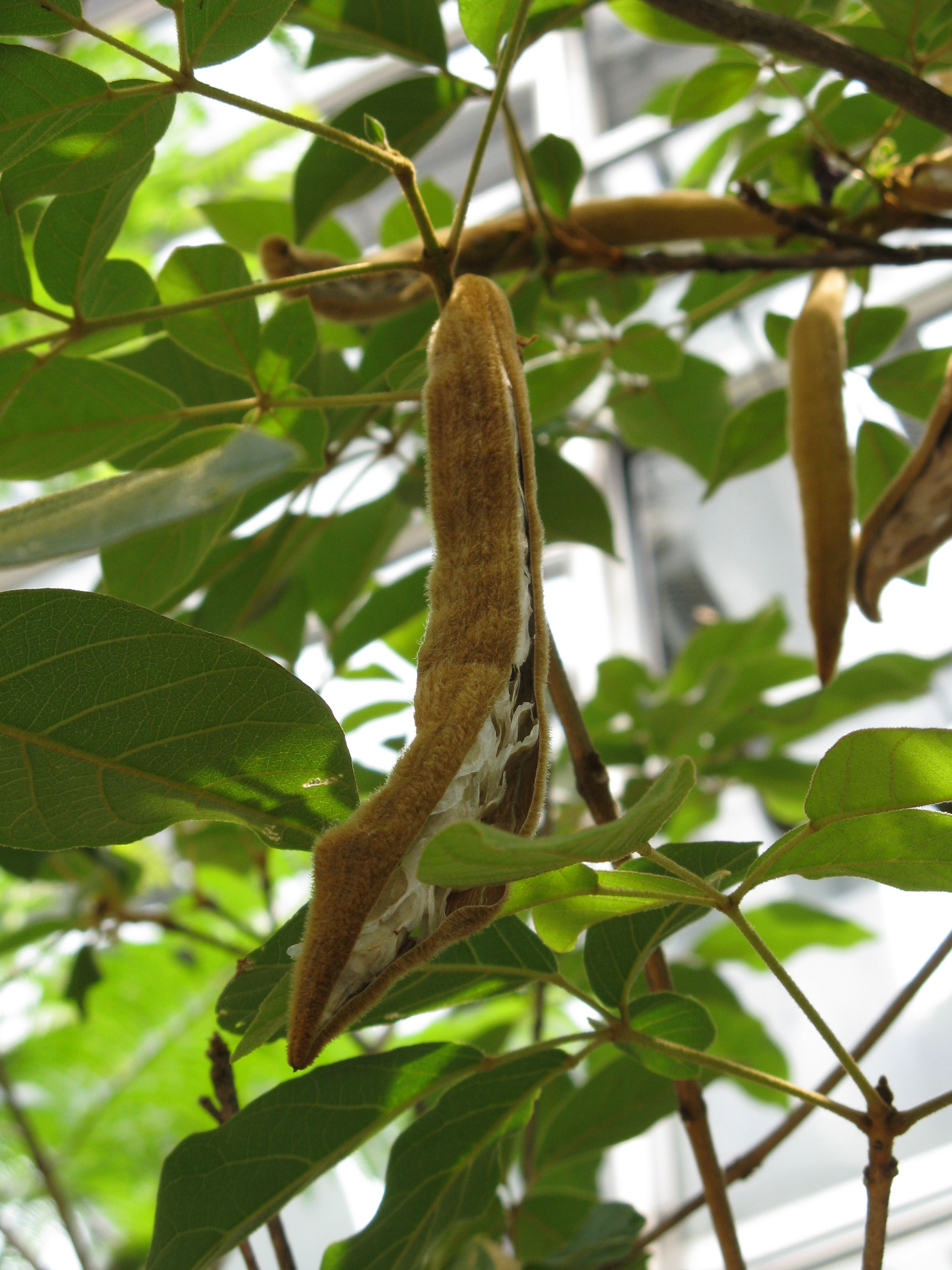
Fruto
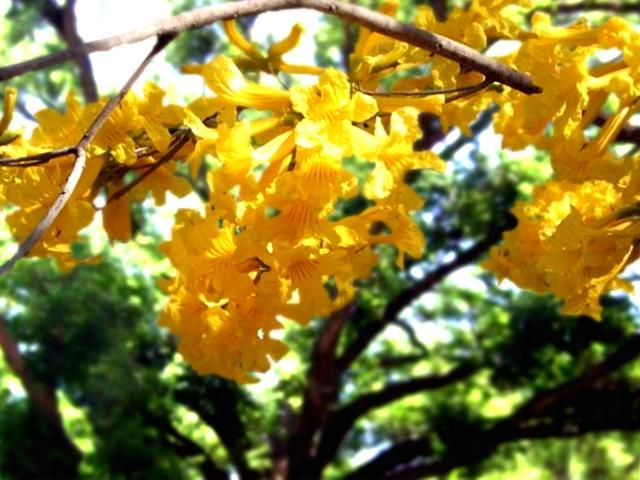
Flores